# Olimpiada Wiedzy i Umiejętności Rolniczych
Olimpiada Wiedzy i Umiejętności Rolniczych – olimpiada szkolna z zakresu rolnictwa, organizowana od 1976 w Siedlcach. Olimpiada jest finansowana przez Ministerstwo Edukacji Narodowej, na podstawie wyników otwartego konkursu ofert. 
Na początku odbywają się eliminacje szkolne, składają się one z części pisemnej i praktycznej. Drugim etapem są eliminacje okręgowe – uczestniczą w nich najlepsi uczniowie z kilku województw z etapu szkolnego. Trzeci etap to finał olimpiady, na którym walczą najlepsi z eliminacji okręgowych.
Zajęcie miejsc 1–3 na etapie finałowym skutkuje otrzymaniem indeksu na wybraną uczelnię rolniczą w kraju na dowolny kierunek studiów dziennych.